# Jens Jønsson
Jens Jønsson (Aarhus, 10 gennaio 1993) è un calciatore danese, centrocampista dell'AEK Atene.

## Carriera

### Club
Ha iniziato la carriera nell'Aarhus, con cui è rimasto fino al 2016, anno in cui si è trasferito al Konyaspor. Dopo 4 anni in Turchia, il 25 agosto 2020 si trasferisce al Cadice.

### Nazionale
Debutta con la Nazionale Under-21 durante le qualificazioni gli europeo di categoria.

## Palmarès

### Club

#### Competizioni nazionali
- Campionato greco: 1

AEK Atene: 2022-2023
- Coppa di Grecia: 1

AEK Atene: 2022-2023